# Rycerze i rabusie
Rycerze i rabusie – polski kostiumowy miniserial przygodowy z elementami kryminalnymi, awanturniczymi i historycznymi, zrealizowany w 1984 roku na podstawie zbioru opowiadań Józefa Hena pod tytułem „Przypadki starościca Wolskiego”.
Film kręcony w zamkach w Oporowie, Gołuchowie, Rudnie, Łęczycy oraz w Piotrkowie Trybunalskim, Tarnowie i kościele św. Andrzeja Apostoła w Łęczycy.
Pełnometrażowa wersja serialu ukazała się jako film pod tytułem Ostrze na ostrze w 1983 roku.
W styczniu 2019 roku Telewizja Polska dokonała rekonstrukcji cyfrowej serialu i umieściła go w swoim serwisie VOD.

## Fabuła
Akcja toczy się na terenie I Rzeczypospolitej w pierwszej połowie XVII wieku za panowania Zygmunta III Wazy. Młody starosta jurydyczny Piotr Wolski z urzędu zajmuje się sprawami naruszania prawa. W każdym z odcinków Wolski zostaje wciągnięty w inny przypadek kryminalny z udziałem różnych ludzi, którzy są właściwymi bohaterami poszczególnych części.

## Obsada
- Tomasz Stockinger jako starościc Piotr Wolski
- Zofia Saretok jako Maria Potocka
- Tadeusz Borowski jako Mikołaj Tarnowski
- Zbigniew Zamachowski jako młody jurysta
- Anna Dymna jako Konstancja Zgurska
- Jerzy Trela jako Kilian Boratyński
- Anna Chitro jako Helena Klofasowa
- Barbara Horawianka jako matka Heleny
- Bożena Adamek jako Elżbieta
- Bruno O’Ya jako Jacek Dydyński
- Leon Niemczyk jako Walenty Dąbski
- Gustaw Lutkiewicz jako Krasicki
- Marek Frąckowiak jako Aleksander Dydyński
- Marzena Trybała jako Helena Małorojna
- Ryszard Dembiński jako Stanisław Stadnicki zwany „Diabłem”
- Andrzej Gazdeczka jako szlachcic
- Stanisław Niwiński jako Zegart, człowiek Stadnickiego
- Andrzej Głoskowski jako jurysta Tarnowskiego

## Odcinki
- odcinek 1 –  W walce z infamisem
- odcinek 2 –  Z diabłem sprawa
- odcinek 3 –  Miłość do Heleny
- odcinek 4 –  Uczeń mistrza Rumianka
- odcinek 5 –  Człowiek w kajdanach
- odcinek 6 –  Skarb Mohilanki
- odcinek 7 –  Miłość Piotra